# Pardiglanis tarabinii
A Pardiglanis tarabinii a sugarasúszójú halak (Actinopterygii) osztályának harcsaalakúak (Siluriformes) rendjébe, ezen belül a Claroteidae családjába tartozó faj.
Nemének az egyetlen faja.

## Előfordulása
A Pardiglanis tarabinii kizárólag afrikai harcsafaj. Az előfordulási területei a kenyai Tana és a szomáliai Dzsubba folyókban van. Feltételezések szerint a szomáliai Uebi Shebeli, valamint a kenyai Észak-Uaso Nyiro folyókban is jelen van.

## Megjelenése
Ez a harcsa legfeljebb 75 centiméter hosszú; a legnagyobb kifogott nőstény példány 68,3 centiméteres volt.

## Életmódja
Trópusi, édesvízi hal, amely a folyómeder iszapos fenekén él.

## Szaporodása
Az ívási időszakban a sekély vizű, homokos folyószakaszokat keresi.